# Media Player Classic Home Cinema

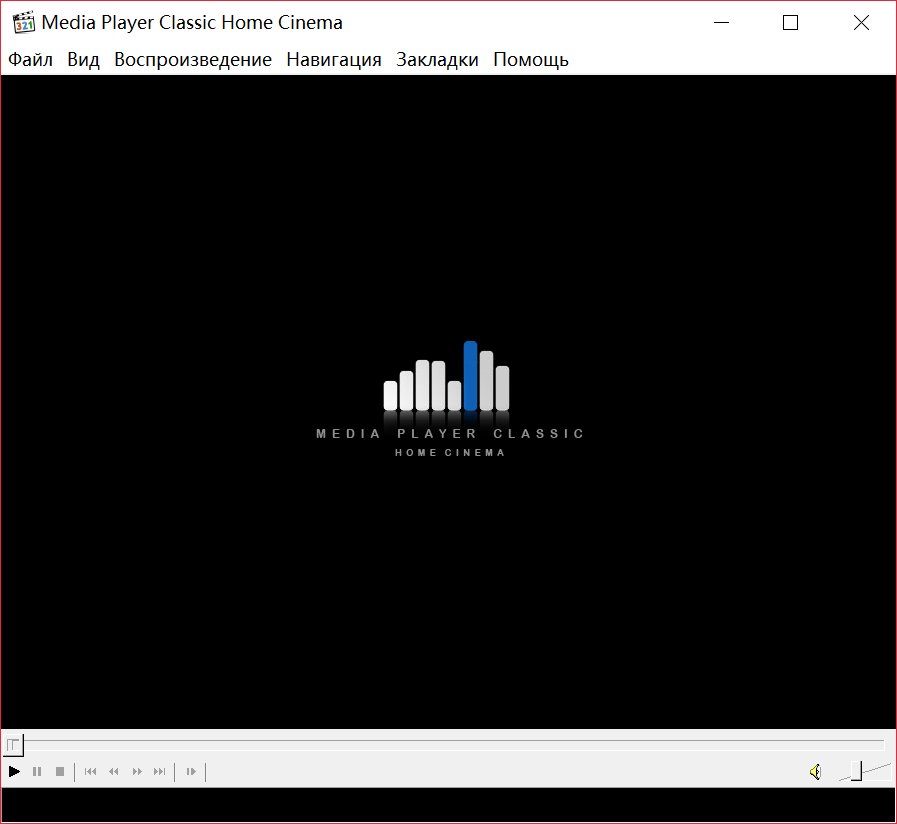
MPC-HC在Windows 10上运行时的截图

，簡稱，是一款簡潔的媒體播放器，Media Player Classic 的後續版本，有32位元和64位元版本。2017年7月16日，原作者XhmikosR在發佈1.7.13版後宣佈由於開發者的流失，如沒有其他開發者加入的話，項目將會正式終結。後續由 clsid2 接替更新1.7.13後版本。

## 特性
- 提供抗畫面撕裂选项
- 支持Windows XP SP3、Windows Vista、Windows 7、Windows 8、Windows 8.1、Windows 10及 Windows 11，拥有64位版本
- 完整的ICC颜色管理
- 支持EVR渲染器
- 工具栏换肤功能
- 字幕支持
- 支持电视信号的回放与录制（当装有支持的电视卡时）
- 当MPC-HC崩溃时创建转储文件
- 支持OSD (On Screen Display)
- 支持多显示器调整
- 拥有转换BT601与BT709的像素着色器
- 拥有YV12 色度升採樣像素着色器
- 多国语言支持
- 继承Gabest的Guliverkli MPC Project的全部特色
- 借助免费Android应用软件实现远程控制
- 可播放ISO文件,VCD, SVCD, DVD, 藍光光盘

## 外部連結
- MPC-HC 官方网站 （页面存档备份，存于）
- MPC-HC 開發者Github （页面存档备份，存于）
- MPC-HC clsid2 Github （页面存档备份，存于）